# Ostfriesen

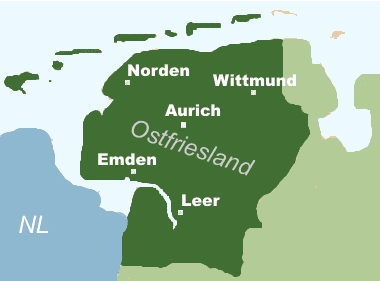
Ostfriesland

Ostfriesen sind im weiteren Sinne die Bewohner von Ostfriesland im Nordwesten von Niedersachsen. Im engeren Sinne stellen die Ostfriesen den östlichen Zweig der friesischen Volksgruppe dar und gehören damit neben den Dänen, Sorben, Sinti und den Roma zu den anerkannten Minderheiten in Deutschland.
Normalerweise bezeichnen sich nur Personen als Ostfriesen, die aus der historischen Grafschaft Ostfriesland im Nordwesten Deutschlands stammen. Verallgemeinernd werden aber auch alle Friesen aus den östlichen friesischen Gebieten (Ostfriesen, Saterfriesen, Oldenburger Friesen, Rüstringer Friesen, Wurtfriesen etc.) gemeinsam unter der Bezeichnung Ostfriesen (bzw. Ost-Friesen) zusammengefasst. Das Bundesministerium des Innern unterscheidet nur zwischen Ostfriesen und Saterfriesen. Letztere stammen zwar von Ostfriesen ab, ihre kulturelle und sprachliche Entwicklung verlief durch die geografische und konfessionelle Trennung jedoch deutlich anders. Weiterhin stehen die Ostfriesen in Verwandtschaft zu den Nordfriesen, die wahrscheinlich ebenfalls von ausgewanderten Ostfriesen abstammen, und den Westlauwers’schen Friesen.
Genaue Zahlen über die Größe des ostfriesischen Teils der friesischen Volksgruppe gibt es nicht, da das Bekenntnis zu einer Volksgruppe oder Minderheit von offizieller Seite nicht abgefragt wird. Die Ostfriesen haben im Gegensatz zu Nord- und Westfriesen ihre friesische Sprache bereits sehr früh verloren. Volkssprache ist heute das ostfriesische Platt. Im Friesenrat sind sie in der Sektion Ost vertreten. Die Ostfriesische Landschaft repräsentiert als Kommunalverband ebenfalls die Interessen der Ostfriesen.